# میرته فن در اسخوت
میرته فن در اسخوت (انگلیسی: Myrte van der Schoot؛ زادهٔ ۱۶ آوریل ۲۰۰۴) دونده سرعت زن اهل هلند است.